# Anemone alaschanica
Anemone alaschanica là một loài thực vật có hoa trong họ Mao lương. Loài này được (Schipcz.) Grabovsk. mô tả khoa học đầu tiên năm 2001.